# Hecken (Hunsrück)
Hecken település Németországban, Rajna-vidék-Pfalz tartományban. Lakosainak száma 109 fő (2023. december 31.). Hecken Kirchberg, Dillendorf, Sohrschied, Lindenschied, Dickenschied és Womrath községekkel határos.

## Népesség
A település népességének változása:
| Lakosok száma | 126  | 111  | 109  | 102  | 106  | 109  |
|               | 1975 | 2017 | 2019 | 2021 | 2022 | 2023 |